# Marion (Ohio)
Marion è una città degli Stati Uniti d'America, capoluogo della contea omonima, nello Stato dell'Ohio.